# Nasa glandulosissima
Nasa glandulosissima är en brännreveväxtart som beskrevs av Weigend. Nasa glandulosissima ingår i släktet färgkronor, och familjen brännreveväxter. Inga underarter finns listade i Catalogue of Life.